# Josep Canal Viñas
Josep Canal Viñas, né le 21 mai 1922 à Granollers (province de Barcelone, Espagne) et mort le 11 septembre 2006 dans la même ville, est un footballeur espagnol qui jouait au poste de milieu de terrain.

## Biographie
Josep Canal commence à jouer à l'EC Granollers en 1940. en 1942, il rejoint l'Espanyol de Barcelone. En 1943, il retourne à Granollers, puis en 1945 il est recruté par le Real Madrid.
Josep Canal arrive au  FC Barcelone en 1946 où il joue pendant cinq saisons jusqu'en 1951. Il joue sa meilleure saison en 1948-1949 durant laquelle il est titulaire. Avec Barcelone, il remporte deux championnats d'Espagne (1948 et 1949), une Coupe d'Espagne, une Coupe Eva Duarte et une Coupe Latine. Avec Barcelone, il joue 45 matchs et marque 20 buts. Il joue ensuite avec l'Hércules d'Alicante. Il met un terme à sa carrière en 1952.

### Palmarès
Avec le FC Barcelone :
- Champion d'Espagne en 1948 et 1949
- Vainqueur de la Coupe d'Espagne en 1951
- Vainqueur de la Coupe Latine en 1949
- Vainqueur de la Coupe Eva Duarte en 1948